# Shinji Nakano (autocoureur)
Shinji Nakano (Japans: 中野 信治, Nakano Shinji) (Osaka, 1 april 1971) is een Japans autocoureur. Hij maakte zijn Formule 1-debuut in 1997 bij Prost en nam deel aan 33 Grands Prix. Hij scoorde twee punten.
Voor hij in de Formule 1 terechtkwam reed hij onder anderen in de Japanse Formule 3 en de Formule 3000.
Nakano maakte zijn Formule 1-debuut bij Prost in 1997. Hij scoorde met twee zesde plaatsen evenveel punten. Na het seizoen werden de Mugen-Honda-motoren vervangen door die van Peugeot waardoor ook Nakano vervangen werd door Jarno Trulli.
De Japanner vond een zitje voor 1998 bij Minardi maar brak daar nog maar weinig potten. Het team had onvoldoende financiën en had ook een tekort aan snelheid. Hij beëindigde zijn Formule 1-carrière dan ook op het eind van het seizoen in de Grand Prix van Japan. Hij testte hierna in 1999 ook nog voor Jordan, die ook met Mugen-Honda-motoren reden.
Hij ging hierna aan de slag in de Champ Car maar zonder grootse resultaten. Hij nam verder ook nog deel aan de 24 uur van Le Mans in 2006 en 2008.